# Acromyrmex octospinosus
Acromyrmex octospinosus es una especie de hormiga cortadora de hoja del género Acromyrmex, tribu Attini, familia Formicidae. Fue descrita científicamente por Reich en 1793.
Se distribuye por Brasil, Colombia, Costa Rica, Cuba, Curazao, Ecuador, Guayana Francesa, islas Galápagos, Guadalupe, Guatemala, Guyana, Honduras, México, Nicaragua, Panamá, Surinam, Trinidad y Tobago y Venezuela. Se ha encontrado a elevaciones de hasta 1090 metros. Habita en bosques húmedos y tropicales, también en pastizales.